# Сіндинське сільське поселення
Сі́ндинське сільське поселення (рос. Синдинское сельское поселение) — сільське поселення у складі Нанайського району Хабаровського краю Росії.
Адміністративний центр — селище Сінда.

## Населення
Населення сільського поселення становить 859 осіб (2019; 903 у 2010, 1029 у 2002).

## Склад
До складу сільського поселення входять:
| Населений пункт | Населення, осіб (2002) | Населення, осіб (2010) |
| --------------- | ---------------------- | ---------------------- |
| Іскра, село     | 57                     | 35                     |
| Сінда, селище   | 972                    | 868                    |